# Ruska kinematografija
Ruska kinematografija je nastala za vrijeme Ruskog carstva, razvila se u Sovjetskom Savezu, te je u godinama nakon raspada SSSR-a ruska filmska industrija ostala međunarodno prepoznata. U 21. stoljeću je ruska kinematografija postala međunarodno popularna s hitovima kao što su: Dom durakov, Noćna straža i Brat.

## Kinematografija Ruskog carstva
Prvi su film u Rusko carstvo donijela braća Lumière, koji su prikazali filmove u Moskvi i Sankt Peterburgu u svibnju 1896. Istog je mjeseca njihov snimatelj Camille Cerf napravio prvi film u Rusiji, snimku krunidbu Nikole II. u Moskovskom Kremlju.
Aleksandr Drankov je producirao prvi ruski narativni film, Stjenka Razin, koji se temelji na popularnim narodnim pjesamama, a režirao ga je Vladimir Romaškov. Ladislav Starevič je snimio prvi ruski animirani film (prvi lutkarski film s pričom, snimljen tehnikom stop animacije) 1910.g. - Lucanus Cervus. Među značajnijim ruskim filmašima tog razdoblja nalaze se Aleksandr Hanžonkov i Ivan Mozžuhin, koji je režirao film Oborona Sevastopolja (1912.), i Jakov Protazanov - Uhod velikogo starca, biografski film o Lavu Tolstoju.
Tijekom Prvog svjetskog rata uvoz filmova je drastično pao, a ruski filmaši su snimali antinjemačke, nacionalističke filmove. Godine 1916. snimljeno je 499 filmova, triput više nego tri godine ranije.
Ruska revolucija je donijela više promjena, pojavilo se mnoštvo filmova s protucarskim temama. Posljednji važni film tog razdoblja je Otec Sergij (1917.), koji je postao prvi novi film prikazan u sovjetskom razdoblju.

## Kinematografija Sovjetskog Saveza
Iako je ruski jezik dominirao u sovjetskim filmovima, kinematografija SSSR-a je uključivala i filmove Armenske SSR, Gruzijske SSR, Ukrajinske SSR, te u nešto manjoj mjeri Litvanske SSR, Bjeloruske SSR i Moldavske SSR. U većem dijelu povijesti Sovjetskog Saveza, s iznimkama 1920-ih i kasnih 1980-ih, film je bio podvrgnut cenzuri i birokratskoj kontroli, a sadržaj vrlo ograničen. Usprkos tome, sovjetski filmovi su postizali značajne uspjehe od 1950-ih nadalje, djelomično zbog, slično kao i u drugim kinematografijama Istočnog bloka, odražavanja napetosti između individualne kreativnosti i državom nametnutih ograničenja.
Kao i 1920-ih, film se bavio društvenim i političkim događajima tog vremena. Stoga je najvažniji film tog razdoblja bio Oklopnjača Potemkin Ejzenštejna, ne samo zbog prikaza događaja koji su doveli do revolucije 1905.g., već i zbog inovativnih filmskih tehnika (npr. skokoviti rez). Od drugih filmova vrijedi spomenuti Pudovkinov film Mat'  (1926.) i Čelovek s kinoapparatom Vertova (1929.).
Međutim, s jačanjem staljinističke vlasti i pojavom socrealizma kao državne politike, koji je vladao slikarstvom i kiparstvom sve do filmske umjetnosti, sovjetski je film bio gotovo sasvim pod totalnom kontrolom države.
Značajniji su filmovi bili Cirk (1936.), jedan od najpopularnijih filmova 1930-ih, Aleksandr Nevskij i Ivan Groznyj, popularni filmovi 1940-ih. Ubrzo nakon kraja Drugog svjetskog rata, pojavili su se filmovi u boji, npr. Kamennyj cvetok (1947.), Skazanije o zemlje Sibirskoj (1947.) i Kubanskije Kazaki (1949.).
Kasnih 1950-ih i ranih 1960-ih, iako je još postojala cenzura, sovjetskim filmašima je dano više slobode, pa su se pojavili filmovi Ballada o soldate, koji je osvojio nagradu BAFTA-e za najbolji film 1961., Ždralovi lete, Vysota (1957.), koji se smatra jednim od najboljih filmova 1950-ih (također je postao osnova pokreta autorske pjesme).
1970-ih se pojavio niz filmova koji su pridobili međunarodnu pažnju, uključujući Solaris Andreja Tarkovskog (1972.), Semnadcat' mgnovenij vesny, koji je stvorio besmrtni lik "Standartenführera Stirlitza", Beloje solnce pustyni (1970.) i tzv. "crveni vestern" ili "ostern" - sovjetska inačica vesterna.
Pojavom perestrojke i glasnosti sredinom 1980-ih sovjetski filmovi su se okrenuli ranije cenzuriranim temama kao što su ovisnost o drogama, npr. Igla, te seksualnost i alijenacija u sovjetskom društvu, npr. Malen'kaja Vera.

## Nova ruska kinematografija

### 1990-te
U ruskoj kinematografiji 1990-ih pojavile su se nove mogućnosti i teme.
Drama Ispijeni suncem (1994.)  Nikite Mihalkova je priča o maloj seoskoj zajednici za vrijeme staljinizma, u kojoj nova vremena poremete njihov idilični život i izmijene njezine likove i sudbine. Film je dobio Oscara za najbolji strani film.
Pavel Čuhraj je snimio film Vor (1997.), o majci i sinu koji pronalaze zaštitu u časniku za kojeg se kasnije ispostavi da je kriminalac. Film je dobio 6 nacionalnih nagrada Nika (ruska inačica američkog Oscara), posebnu nagradu u Veneciji i nominaciju za Oscara.
Zemlja gluhih Valerija Todorovskog (1998.) je komedija koja se temelji na zapletu Renate Litvinove, a parodira Rusiju 1990-ih kao put dviju prijateljica koje se nađu u borbi između dvaju klanova - gluhih i onih koji čuju.
Ozbiljna melodrama Dmitrija Meshijeva Ženskaja sobstvennost'  (1999.) govori o suptilnom odnosu između mladog studenta i starije glumice koji se pretvorio u ljubavnu vezu. Očekivana smrt jednog od protagonista suočava drugog s gorkom usamljenošću.
East/West, film nastao u koprodukciji nekoliko zemalja, govori o obitelji koja se vratila u SSSR u ranim godinama staljinizma.

### 2000-te
Povratak Andreja Zvjaginceva (2003.), dobitnik Zlatnog lava, govori o promjeni koju donosi povratak oca u život dvojice braće.
Ruska arka, film Aleksandra Sokurova iz 2003.g., snimljen je u jednom kadru u trajanju od 96 minuta u Ermitažu, te u snolikoj naraciji pripovijeda o klasičnoj ruskoj kulturi koja plovi u Arci.
Popularne su i ekranizacije detektivskih romana Borisa Akunjina, čija je radnja smještena u predrevolucijsku Rusiju i razvija se oko avantura Erasta Fandorina: Azazel (2002.), Turski gambit (2005.) i Državni savjetnik (2005.).
O životu u manastiru i čudima govori film Otok (2006.) Pavela Lungina. Film je dobio pohvalne kritike i mnogobrojne nagrade.
Paragraf 78 Mihaila Hleborodova iz 2007.g. bio je kritiziran zbog razdvajanja na dva dijela, Punkt 1 i Punkt 2.
Živopisni mjuzikl Stil'agi Valerija Todorovskog iz 2008., o stilu života mlade generacije u Sovjetskom Savezu, postigao je velik uspjeh zbog dubokoumnog i živog portretiranja 1950-ih.

### 2010-te
Kak ja provjol etim letom Alekseja Popogrebskog, film o generacijskom jazu, snimljen u udaljenoj Čukotki, osvojio je Zlatnog medvjeda 2010. Iste je godine umjetnički film Ovs'anki osvojio nagradu za najbolju fotografiju na Venecijanskom filmskom festivalu.
Jedan od mnogih uspješnih filmova u kojima se pojavljuju zapadnjački glumci i glumice je film Vykrutasy iz 2011.g. s Millom Jovovich.
Timur Bekmambetov je jedan od najuspješnijih ruskih režisera u Hollywoodu s filmovima kao što su Wanted (2008.), s Angelinom Jolie i Abraham Lincoln: Vampire Hunter (2012.).

## Popis filmova s najvećom zaradom
Prema podacima od 14. kolovoza 2011.:
- Ironija sud'by: Prodolženije (2007.)
- Dnevna straža (2006.)
- Admiral (film) (2008.)
- Noćna straža (2004.)
- Samyj lučšij fil'm (2008.)
- Mongol (2007.)
- 9. satnija (2006.)
- Obitajemyj ostrov (2010.)

## Festivali
- Moscow International Film Festival
- Kinotavr (u Sočiju)
- Pacific Meridian (u Vladivostoku)
- Kinoshock (u Anapi)